# Pseudounipolär nervcell

1: Pseudounipolär nervcell 2:Bipolär nervcell

Pseudounipolära nervceller är nervceller i afferenta nervbanor. Deras två axoner ligger på var sin lång "arm" från en "T-korsning", som i sin tur utgår från en enda "arm" av nervcellen, dvs. cellen har endast en axonkägla. Dessa skall inte blandas ihop med bipolära nervceller, som också har dendriter resp. axon på långa utskott och därmed liknar pseudounipolära nervceller något. Skillnaden är i utskotten, som utgår från två separata axonkäglor hos bipolära nerveller. Notera alltså att pseudounipolära nervceller per definition inte har dendriter, utan två axon, ett perifert och ett centralt.
Pseudounipolära nervceller finns i perifera nervsystemet. Nervkroppen, soma, ligger i bakrotsganglierna. Det centrala axonet går in i ryggmärgen genom bakre roten, där den delar upp sig i två delar, en till framhornet, och en till bakhornet av ryggmärgen. Det perifera axonet går ihop med andra afferenta nerver, och vandrar ända ut i huden, leder eller muskler, där axonet har mekanoreceptorer för tryck- och temperaturförändringar.